# From Dusk Till Dawn 2: Texas Blood Money
From Dusk Till Dawn 2: Texas Blood Money, es una película de terror y acción estadounidense de 1999, es una secuela de la película de 1996, From Dusk till Dawn, dirigida por Scott Spiegel, el guionista de Evil Dead 2.

## Argumento
Una  vieja banda de ladrones se reúne después de varios años para robar el banco en la frontera sur de los Estados Unidos. Pero después de que el jefe de la operación sea atacado por unos vampiros y transformado en uno, los planes cambiarán dramáticamente.

## Reparto
- Robert Patrick es Buck.
- Bo Hopkins es el sheriff Otis Lawson.
- Duane Whitaker es Luther.
- Muse Watson es C.W.
- Brett Harrelson es Ray Bob.
- Raymond Cruz es Jesus.
- Danny Trejo es Razor Eddie.
- James Jean Parks es Edgar McGraw.
- Stacie Bourgeois es Marcy.
- Maria Checa es Lupe.
- Tiffani Thiessen es Pam.
- Bruce Campbell es Barry.
- Terry Norton es Teri Harper.
- Lara Bye es Motel Clerk.
- Joe Virzi es Víctor.